# Bathophilus vaillanti
Bathophilus vaillanti är en fiskart som först beskrevs av Zugmayer, 1911.  Bathophilus vaillanti ingår i släktet Bathophilus och familjen Stomiidae. Inga underarter finns listade.

## Bildgalleri

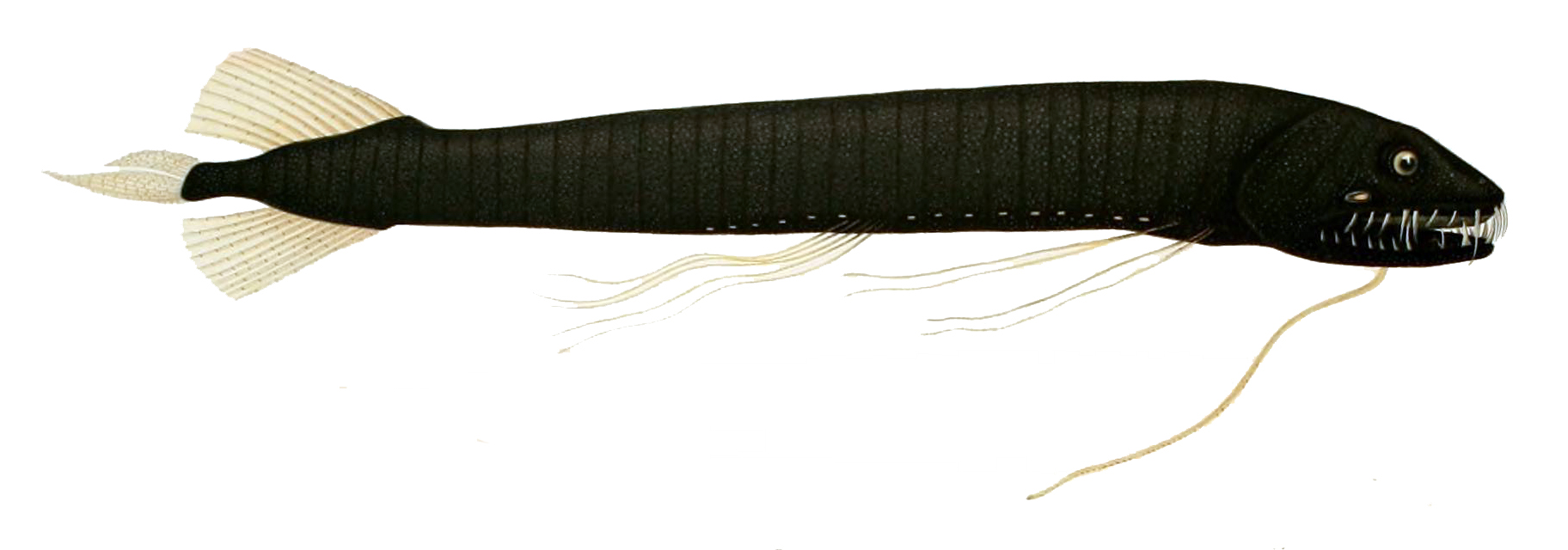